# Barri del Centre (Terrassa)
El Centre és el nom amb què es coneix el barri de Terrassa corresponent a la ciutat antiga. És el nucli històric i comercial. Situat al districte 1, té una superfície d'1,36 km² i una població de 19.116 habitants el 2021, any en què era el barri més poblat de la ciutat. És també el que ocupa més extensió de tota la trama urbana, sense tenir en compte les urbanitzacions disseminades de les Martines i les Fonts.
Està limitat al nord pel passeig Vint-i-dos de Juliol (l'antiga via del ferrocarril Barcelona-Manresa de la RENFE), al sud per la carretera de Montcada (N-150, ara desviada al sud de la ciutat), a l'est pel parc de Vallparadís (l'antic torrent de Vallparadís) i a l'oest per la Rambla d'Ègara (antic llit de la riera del Palau).
Té parròquia pròpia, al Sant Esperit, que sobrepassa els límits del barri i inclou una part de Ca n'Aurell, si bé la part nord-oriental depèn de Sant Pere. La festa major del barri del Centre, el primer diumenge després de Sant Pere, coincideix amb la de Terrassa.
Concentra tota mena d'equipaments i serveis de tipus educatiu (entre els quals l'Escola Universitària de la Creu Roja, el Centre del Vallès de l'Institut del Teatre de la Diputació de Barcelona, l'IES Montserrat Roig o l'Escola Pia), sanitari (la Mútua de Terrassa, l'Hospital de Sant Llàtzer, diversos centres d'assistència primària), comercial (el Mercat de la Independència), financer (les oficines centrals de la Caixa de Terrassa, avui BBVA), cultural (la Biblioteca Central, el Teatre Alegria, la Sala Maria Plans, el Teatre Principal, sales de cinema i d'exposicions, l'Arxiu Tobella, el Centre Cultural), comunicatiu (la redacció del Diari de Terrassa), etc.
Disposa de dues de les estacions de ferrocarril de la ciutat: l'estació del Nord (Rodalies Renfe - Metro de Terrassa), al passeig del Vint-i-dos de Juliol, i la de Terrassa Rambla dels FGC (Metro de Terrassa), a la Rambla d'Ègara.

## Història

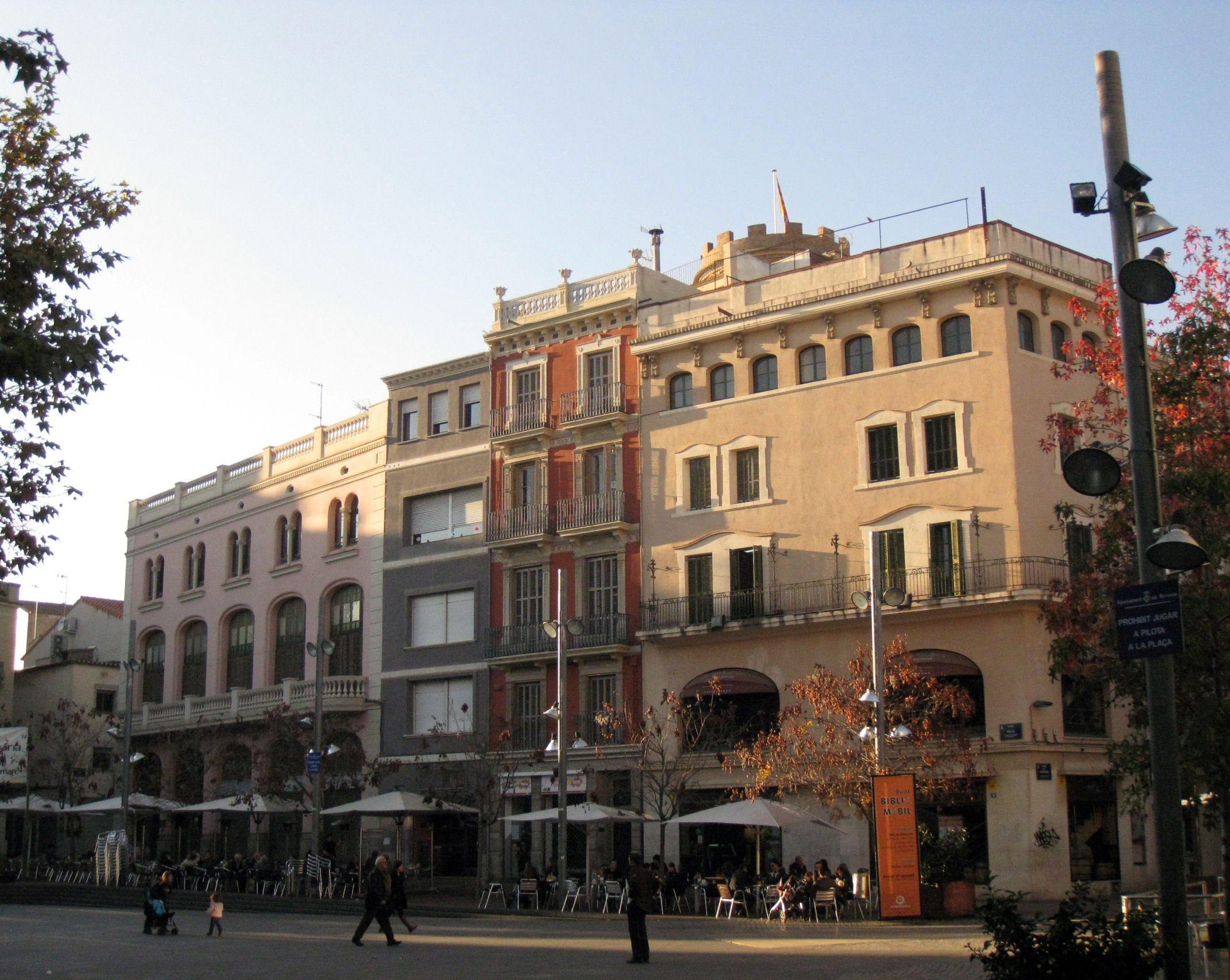
Edificis de la part nord de la plaça Vella

La història del barri del Centre va lligada a la de la vila de Terrassa, formada al voltant del castell palau a partir del segle xii en el que avui es coneix com la plaça Vella, on s'aixequen l'antiga basílica del Sant Esperit, avui catedral; la torre del Palau, únic vestigi de l'antic castell de Terrassa, i l'antiga masia de Can Baró. El nucli original el formaven els carrers Major, de Baix, de les Parres, Mosterol, Cantarer i Cremat. Ja al segle xiii es construeix el primer eixample, al voltant del carrer de la Vila Nova. Fora el recinte emmurallat, al Raval de Montserrat, segles més tard s'hi construirà l'edifici de l'Ajuntament actual, davant mateix de l'antic Ajuntament.
Al segle xv s'enderroquen les muralles medievals i la vila creix cap a l'est i el sud. Ja al segle xix es basteix un eixample a la part nord, a les terres d'en Suris i a l'àrea del pantà, on s'aixequen cases i indústries que acabaran ocupant tot el terme de Terrassa, aleshores d'extensió reduïda i completament voltat pel municipi eminentment rural de Sant Pere, que quedarà annexat a la ciutat el 1904 per permetre el creixement de Terrassa. De fet, el sector nord-est del barri encara depèn de la parròquia de l'Antic Poble de Sant Pere.

## Llocs d'interès

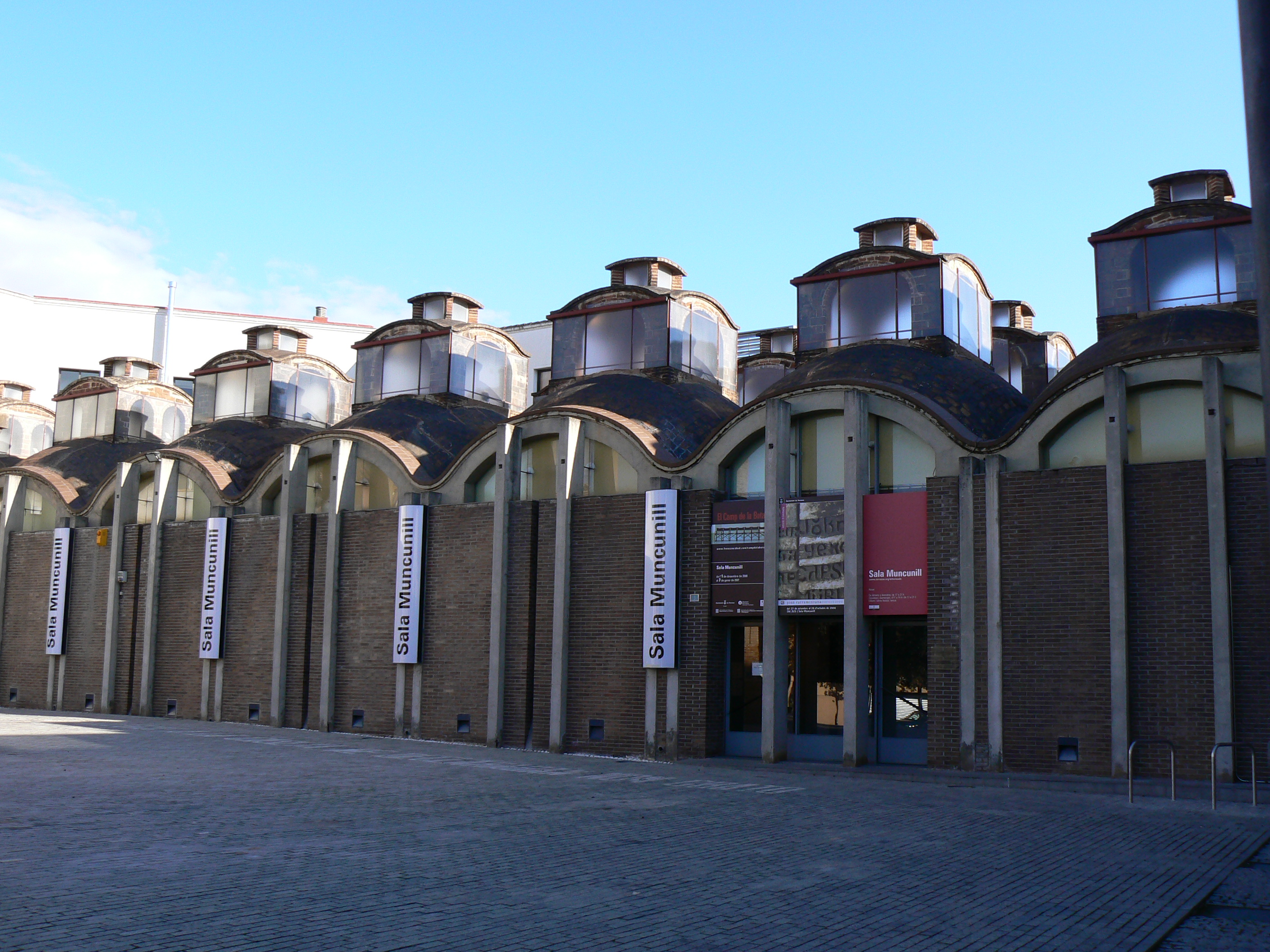
La Sala Muncunill, antic Vapor Amat, obra de Lluís Muncunill

- La catedral del Sant Esperit i la torre del Palau, vestigis de la Terrassa medieval, a la plaça Vella.
- El convent de Sant Francesc, mescla d'estils gòtic i renaixentista, vora el parc de Vallparadís.
- L'Ajuntament modernista, al Raval de Montserrat.
- La Casa Alegre de Sagrera, casa modernista al carrer de la Font Vella.
- El Vapor Aymerich, Amat i Jover, a la Rambla d'Ègara, seu del Museu de la Ciència i de la Tècnica de Catalunya.
- Altres edificis modernistes com el Teatre Principal, el Gran Casino, l'Arxiu Tobella (antic magatzem Farnés), l'Institut Industrial, el Mercat de la Independència, la Farmàcia Albiñana (antiga confiteria de la vídua Carné), els Magatzems Torras, els vapors Amat, Marcet Poal i Ros, etc.
- El parc de Vallparadís, el parc central de la ciutat.
- El Centre Cultural de la Caixa de Terrassa (1980) i la seu central d'aquesta entitat d'estalvis (2001), a la Rambla d'Ègara.
- La Biblioteca Central de Terrassa (1998), als terrenys de l'antiga fàbrica Torredemer.